# Código Moral del Constructor del Comunismo

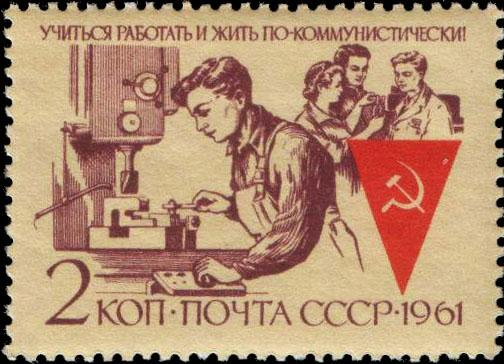
Publicidad de los equipos obreros comunistas por sus esfuerzos en el trabajo, educación y relajación

El Código Moral del Constructor del Comunismo (en ruso: Моральный кодекс строителя коммунизма, romanización Moral’nyy kodeks stroitelya kommunizma) fue un conjunto de doce reglas morales codificadas en la Unión Soviética que todos los miembros del Partido Comunista de la Unión Soviética y del Komsomol debían seguir.
El Código Moral fue adoptado en el XXII Congreso del Partido Comunista de la Unión Soviética en 1961, como parte del nuevo Programa del Partido.
El primer principio moral era "Devoción a la causa del comunismo".
Sus doce reglas pueden compararse superficialmente con los Diez Mandamientos, pero solo se superponen marginalmente (aunque en los libros y medios de habla rusa a veces se pueden ver las afirmaciones sobre fundamentos en la Biblia, refiriéndose, por ejemplo, "aquel que no trabaje no podrá comer" (II Tesalonicenses 3:10), también utilizado en la Constitución soviética de 1936). Sin embargo, a diferencia de los Diez Mandamientos, las reglas del Código no eran de conducta concretas; fueron declaradas como reglas de actitud. Por ejemplo, "No cometerás adulterio" de Moisés corresponde vagamente a "El respeto mutuo en una familia, la preocupación por la crianza de los niños" del Código.
Otra distinción notable es que el Código Moral habla en términos de la relación de una persona con la sociedad, más que en términos de virtudes personales. Por ejemplo, el "No robar" puede ser ligeramente igualado a "Preocupación de todos sobre la preservación y multiplicación de la riqueza común".
El legislador ruso y líder del Partido Comunista Guennadi Ziugánov comparó el código moral del constructor del comunismo con el sermón de la montaña.